# キャッホー
キャッホーは、依布サラサの5枚目のシングル。

## 概要
- 前作から約3年8ヶ月ぶりのシングル。
- 2013年5月29日に配信シングルとしてリリースされた「キャッホー」を含む。
- 『キャッホー』は、詞を井上陽水と依布サラサで共作、作曲は井上陽水が担当。第17・18回KBC水と緑のキャンペーンテーマソングとなっている。
- またc/wには、新曲となる「choco holic time」を収録。
- 初回限定盤には、ディスク1にボーナストラックとして歴代シングル全曲を収録。付属となるDVDには歴代シングルのミュージックビデオを収録[1]。

## 収録曲
通常盤
1. キャッホー
  - 作詞:依布サラサ・井上陽水
  - 作曲:井上陽水
  - 九州朝日放送『第17・18・19・20回KBC水と緑のキャンペーン』テーマソング
2. choco holic time
  - 作詞:依布サラサ
  - 九州朝日放送『週末まるごと！よくばりミルキィ』エンディングテーマソング

1. キャッホー Inst

初回生産限定盤
- Disc 1
  1. キャッホー
  2. choco holic time
  3. キャッホー Inst

  - 初回生産限定盤ボーナストラック
    1. カリキュラム
      - 2007年
      - フジテレビ他 テレビアニメ「もやしもん」オープニングテーマ

    2. 瞳孔ソナー
      - 2008年
      - エースコック「スープはるさめ」CMソング

    3. カラクリカラフルビジョン
      - 2008年
      - Honda「TODAY」CMソング

    4. 黄昏ムーン
      - 2009年
      - テレビ朝日他アニメ「秘密結社鷹の爪 カウントダウン」オープニングテーマ

    5. 夜空のおりがみ
      - 2009年
      - NHKEテレ『Jブンガク』テーマソング
- Disc 2
  1. カリキュラム
  2. 瞳孔ソナー
  3. カラクリカラフルビジョン
  4. 黄昏ムーン
- いずれもミュージックビデオを収録。